# لکسی بل
لکسی بل (انگلیسی: Lexi Belle)؛ (زاده ۵ اوت ۱۹۸۷) با نام اصلی جسیکا مک‌کامبر، بازیگر پورنوگرافی اهل ایالات متحده آمریکا است. او کار خود در صنعت سکس را در سال ۲۰۰۶ آغاز کرد.

## اوایل زندگی
لکسی در شهر ایندیپندنس در ایالت لوئیزیانا آمریکا به دنیا آمد. وقتی شش ساله بود، مادرش در اثر سانحه رانندگی درگذشت. پس از آن، او وارد سیستم مراقبت موقت شد و تا دو سال از خانواده‌ای به خانواده دیگر سپرده می‌شد، تا اینکه در نهایت به خانواده با ثبات تری جابجا شد. لکسی بین ۸ تا ۱۲ سالگی با آنها زندگی می‌کرد، اما هنگامی که مادر فرزندخوانده اش به سرطان تشخیص داده شد، دوباره تحت سیستم سرپرستی ایالت بازگشت.

## حرفه
لکسی در یک ویدئو کلوب کار می‌کرد، مدتی بعد او توسط یک شخصی که وی را در شبکه اجتماعی مای‌اسپیس دیده بود کشف شد و می‌خواست که او را برای صنعت پورن استخدام کند. سه ماه بعد، لکسی برای اولین بار به یک مجموعه تهیه فیلم پورن رفت. و در اولین صحنه او قضیب‌لیسی را انجام داد.
در سال ۲۰۱۱، او توسط شبکه خبری سی‌ان‌بی‌سی به عنوان یکی از ۱۲ ستاره محبوب صنعت پورنو شناخته شد. در سال ۲۰۱۲، او اولین صحنه آمیزش جنسی مقعدی را، به همراه جیمز دین، انجام داد. او در ماه مه ۲۰۱۳ توسط مجله پنت‌هاوس به عنوان پت ماه انتخاب شد.

## زندگی شخصی

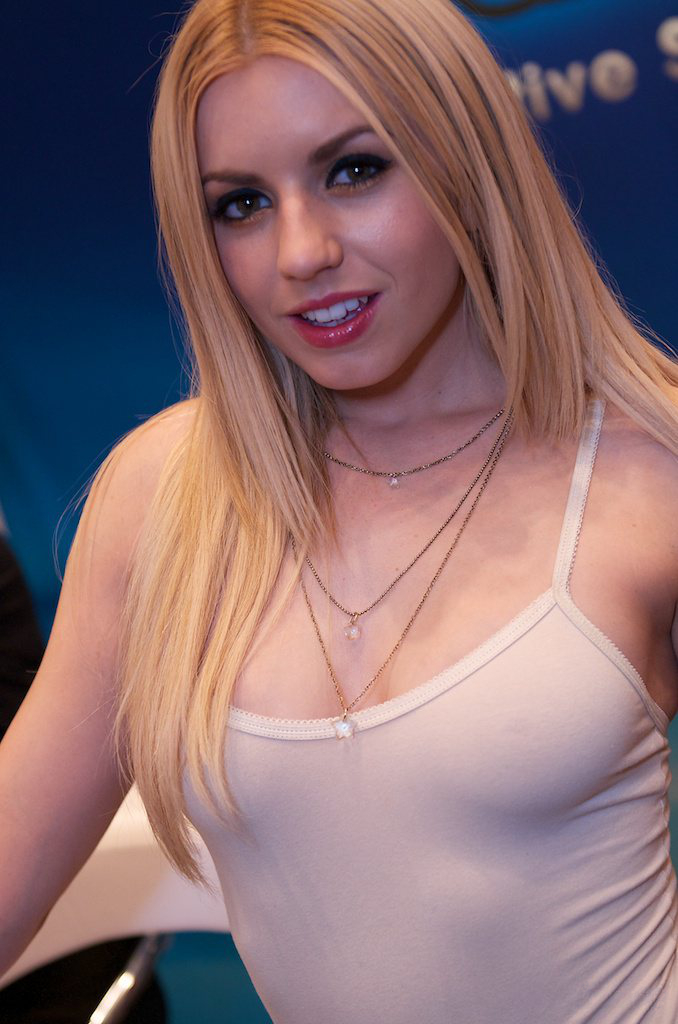
لکسی بل در نمایشگاه سرگرمی بزرگسالان سال ۲۰۱۲ هتل هارد راک لاس وگاس.

لکسی در ۱۷ سالگی همراه با دوست پسرش، پرده بکارت خودش را از دست داد. او ترجیح می‌دهد بر دیگران مسلط شود و دوست دارد در معرض اختناق شهوانی قرار گیرد. او طرفدار سری جنگ ستارگان، و فیلم مورد علاقه او جنگ ستارگان: قسمت دوم - حمله کلون‌ها است، همچنین او از جف گلدبلوم به عنوان بازیگر مورد علاقه اش یاد کرده است.